# Kozațke, Zvenîhorodka
Kozațke (în ucraineană Козацьке) este o comună în raionul Zvenîhorodka, regiunea Cerkasî, Ucraina, formată numai din satul de reședință.

## Demografie
Componența lingvistică a comunei Kozațke
     Ucraineană (97,19%)
     Rusă (2,43%)
     Alte limbi (0,37%)
Conform recensământului din 2001, majoritatea populației comunei Kozațke era vorbitoare de ucraineană (97,19%), existând în minoritate și vorbitori de rusă (2,43%).